# Motherbase
Motherbase, également appelé Zaxxon's Motherbase 2000 en Amérique du Nord ou Parasquad (パラスコード, Parasukōdo) au Japon, est un jeu vidéo d'action de type shoot 'em up en 3D isométrique sorti en 1995 sur 32X. Le jeu a été développé par Sega CS et CRI Middleware et édité par Sega. Il fait partie de la série Zaxxon.

## Trame

### Univers
La série Zaxxon se déroule dans un monde spatial futuriste, dans lequel un des thèmes majeurs se situe autour des insectes ; aussi, un grand nombre de vaisseaux prend la forme de diverses créatures.

### Synopsis
Un groupe de rebelles entreprend de détruire les Ginglii, une faction maléfique sur le point de prendre le contrôle de l'univers.

## Système de jeu
Motherbase reprend le système de jeu du premier Zaxxon. Le joueur contrôle un vaisseau spatial et doit abattre ses ennemis pour obtenir des points, tout en évitant les obstacles et projectiles adverses. Le jeu utilise la perspective isométrique, où le joueur peut non seulement contrôler les mouvements latéraux du vaisseau, mais également ajuster sa hauteur. Le scrolling est donc diagonal.
Pour la première fois dans la série, les éléments (vaisseaux, ennemis et objets) sont en véritable 3D polygonale,.
Une autre nouveauté est la possibilité de sauter : en plus de permettre d'éviter des tirs adverses ou des obstacles, cela donne la possibilité de prendre temporairement possession de certains vaisseaux ennemis, à condition de retomber sur leur carcasse une fois qu'ils ont été vaincus, faisant ainsi bénéficier au joueur d'une coque protectrice qu'il conviendra de quitter lorsque celle-ci sera trop endommagée. Une fois le joueur fixé sur le vaisseau qu'il aura choisi, une première phase de piratage, appelée « hacking », débute ; celle-ci dure quelques secondes et permet de contrôler ce nouveau vaisseau. Une seconde phase, appelée « learning », fait suite à la première : le joueur a alors la possibilité de quitter la carcasse, par exemple avant que celle-ci n'explose si elle est trop détériorée, mais il peut également continuer à s'en servir, profitant ainsi de nouvelles caractéristiques telles que sa puissance de feu. Lorsqu'il abandonne le vaisseau hôte, le joueur conserve l'un des deux tirs du vaisseau piraté, qui deviendra un tir secondaire. Il est donc conseillé d'établir une stratégie en fonction des adversaires à combattre, chaque vaisseau proposant des caractéristiques distinctes.
Deux joueurs peuvent également s'affronter en mode « Versus ».

## Accueil
Le jeu reçoit des avis mitigés de la part des critiques. Gia de Consoles + déplore des « graphismes plutôt moches », une « difficulté décourageante » et des « ralentissements impardonnables » mais reconnaît que « le jeu est jouable grâce à une action trépidante et à des trouvailles bien pensées », « le fait de prendre possession des vaisseaux ennemis [étant] une idée lumineuse (quoique cruelle) » ; elle ajoute que « le jeu à deux en mode Versus est très plaisant ». Bubu de Player One fait état de « graphismes Megadrive médiocres », ajoutant que « ça craint sur 32X », et d'une « animation peu fluide et lente » qui « craint aussi, surtout pour un shoot them up ».
Le site français Sega Mag est en revanche plus enthousiaste, trouvant que « sa réalisation graphique et musicale est vraiment bonne, avec des niveaux très variés et tous réussis, des boss de fin gigantesques et une bande son accrocheuse ».